# Артеменко, Константин Григорьевич
Константин Григорьевич Артеменко — советский и украинский актёр и режиссёр, заслуженный артист УССР (1964).

## Биография
Родился 25 февраля 1925 года в селе Хомовка Житомирской области.
В 1957 году окончил режиссёрский факультет Киевского государственного института театрального искусства им. И. Карпенко-Карого, в 1959 году — актёрский факультет этого же института. В этот же период начал сниматься в кино.
Работал актёром и главным режиссёром Черновицкого музыкально-драматического театра имени О. Кобылянской. Ставил спектакли в других театрах.
Скончался 7 октября 2006 года.

## Награды
- орден «Знак Почёта» (24 ноября 1960)
- заслуженный артист УССР (1964)

## Роли в кино
1. 1957 — Земля — Тодорика
2. 1957 — Конец Чирвы-Козыря — Гусак
3. 1960 — Самолёт уходит в 9 — муж Клавдии
4. 1961 — Дмитро Горицвит — Кальницкий
5. 1964 — Сон — эпизод
6. 1967 — Сергей Лазо — Медведев
7. 1969 — Сердце Бонивура
8. 1973 — Чёрный капитан
9. 1975 — Рождённая революцией (Мы поможем тебе) — «Городской»
10. 1976 — Чары-камыши
11. 1976 — Днепровский ветер (киноальманах) — Аксен, охотник, пожарник)
12. 1977 — Дипломаты поневоле
13. 1977 — Право на любовь — эпизод
14. 1978 — Искупление чужих грехов — Шомоди
15. 1978 — Лобо — Джозекия
16. 1979 — Вавилон XX — эпизод
17. 1980 — Рассказы о любви — старик
18. 1981 — Ярослав Мудрый
19. 1983 — Водоворот
20. 1983 — На вес золота
21. 1987 — Даниил — князь Галицкий — Дионисий, воевода
22. 1989 — Серый волк
23. 1990 — Ныне прославися сын человеческий
24. 1990 — Меланхолический вальс
25. 1992—2006 — Тихий Дон
26. 1993 — Гетманские клейноды
27. 1993 — Западня — старик-селянин
28. 1994 — Притча про светлицу
29. 1995—1996 — Остров любви (фильм 5 «Кошечка»)
30. 1996 — Казненные рассветы
31. 1997 — Перемирие / La Tregua[2]
32. 1999 — День рождения Буржуя